# Caiac canoe la Jocurile Olimpice de vară din 2020 - C-2 500 m feminin
Proba feminină de canoe C-2 500 de metri de la Jocurile Olimpice de vară din 2020 a avut loc în perioada 6-7 august 2021 pe Sea Forest Waterway. 
La această probă vor participa 13 echipaje. Dintre acestea, 8 vor fi selectate în urma Campionatului Mondial din 2019. Locurile rămase vor fi distribuite după calificările regionale. Europa va primi două locuri, întrucât Africa nu va organiza calificări.

## Program
Orele sunt ora Japoniei (UTC+9) 
| Data                   | Timp | Etapă                         |
| ---------------------- | ---- | ----------------------------- |
| Vineri, 6 august 2021  | 9:30 | Calificări Sferturi de finală |
| Sâmbătă, 7 august 2021 | 9:30 | Semifinale Finala             |

## Rezultate
Primele două echipaje din fiecare serie se califică în semifinale, iar celelalte se califică pentru sferturile de finală.

### Calificări

#### Seria 1
| Loc | Culoar | Canotoare                               | Țară       | Timp     | Note |
| --- | ------ | --------------------------------------- | ---------- | -------- | ---- |
| 1   | 6      | Xu Shixiao Sun Mengya                   | China      | 1:57,870 | SE   |
| 2   | 5      | Lisa Jahn Sophie Koch                   | Germania   | 2:01,184 | SE   |
| 3   | 1      | Laurence Vincent Lapointe Katie Vincent | Canada     | 2:02,170 | SF   |
| 4   | 3      | Dilnoza Rakhmatova Nilufar Zokirova     | Uzbekistan | 2:04,854 | SF   |
| 5   | 1      | Irina Andreeva Olesia Romasenko         | COR        | 2:05,604 | SF   |
| 6   | 4      | Karen Roco María Mailliard              | Chile      | 2:09,820 | SF   |
| 7   | 7      | Bernadette Wallace Josephine Bulmer     | Australia  | 2:11,322 | SF   |

#### Seria 2
| Loc | Culoar | Canotoare                                       | Țară              | Timp     | Note |
| --- | ------ | ----------------------------------------------- | ----------------- | -------- | ---- |
| 1   | 3      | Liudmyla Luzan Anastasiia Chetverikova          | Ucraina           | 2:01,156 | SE   |
| 2   | 4      | Virág Balla Kincső Takács                       | Ungaria           | 2:02,344 | SE   |
| 3   | 5      | Yarisleidis Cirilo Duboys Katherin Nuevo Segura | Cuba              | 2:03,229 | SF   |
| 4   | 7      | Daniela Cociu Maria Olărașu                     | Republica Moldova | 2:06,070 | SF   |
| 5   | 1      | Svetlana Ussova Margarita Torlopova             | Kazahstan         | 2:09,024 | SF   |
| 6   | 6      | Daryna Pikuleva Nadzeya Makarchanka             | Belarus           | 2:09,799 | SF   |
| 7   | 2      | Manaka Kubota Teruko Kiriake                    | Japonia           | 2:16,791 | SF   |

### Sferturi de finală
Primele trei echipaje din fiecare serie se califică în semifinale, iar celelalte se califică în finala B.

### Sfertul de finală 1
| Loc | Culoar | Canotoare                               | Țară              | Timp     | Note |
| --- | ------ | --------------------------------------- | ----------------- | -------- | ---- |
| 1   | 5      | Laurence Vincent Lapointe Katie Vincent | Canada            | 2:02,259 | SE   |
| 2   | 4      | Daniela Cociu Maria Olărașu             | Republica Moldova | 2:03,434 | SE   |
| 3   | 2      | Daryna Pikuleva Nadzeya Makarchanka     | Belarus           | 2:04,951 | SE   |
| 4   | 3      | Svetlana Ussova Margarita Torlopova     | Kazahstan         | 2:06,179 | FB   |
| 5   | 6      | Bernadette Wallace Josephine Bulmer     | Australia         | 2:11,180 | FB   |

### Sfertul de finală 2
| Loc | Culoar | Canotoare                                       | Țară       | Timp     | Note |
| --- | ------ | ----------------------------------------------- | ---------- | -------- | ---- |
| 1   | 5      | Yarisleidis Cirilo Duboys Katherin Nuevo Segura | Cuba       | 2:03,282 | SE   |
| 2   | 4      | Dilnoza Rakhmatova Nilufar Zokirova             | Uzbekistan | 2:04,450 | SE   |
| 3   | 3      | Irina Andreeva Olesia Romasenko                 | COR        | 2:04,703 | SE   |
| 4   | 6      | Karen Roco María Mailliard                      | Chile      | 2:04,969 | FB   |
| 5   | 2      | Manaka Kubota Teruko Kiriake                    | Japonia    | 2:08,849 | FB   |

### Semifinale
Primele patru echipaje din fiecare serie se califică în semifinale, iar celelalte se califică pentru finala B.

#### Semifinala 1
| Loc | Culoar | Canotoare                                       | Țară              | Timp     | Note |
| --- | ------ | ----------------------------------------------- | ----------------- | -------- | ---- |
| 1   | 4      | Xu Shixiao Sun Mengya                           | China             | 2:01,369 | FA   |
| 2   | 3      | Yarisleidis Cirilo Duboys Katherin Nuevo Segura | Cuba              | 2:03,655 | FA   |
| 3   | 5      | Virág Balla Kincső Takács                       | Ungaria           | 2:04,545 | FA   |
| 4   | 6      | Daniela Cociu Maria Olărașu                     | Republica Moldova | 2:05,910 | FA   |
| 5   | 2      | Daryna Pikuleva Nadzeya Makarchanka             | Belarus           | 2:07,205 | FB   |

#### Semifinala 2
| Loc | Culoar | Canotoare                               | Țară       | Timp     | Note |
| --- | ------ | --------------------------------------- | ---------- | -------- | ---- |
| 1   | 4      | Liudmyla Luzan Anastasiia Chetverikova  | Ucraina    | 2:02,893 | FA   |
| 2   | 3      | Laurence Vincent Lapointe Katie Vincent | Canada     | 2:04,316 | FA   |
| 3   | 5      | Lisa Jahn Sophie Koch                   | Germania   | 2:04,749 | FA   |
| 4   | 2      | Irina Andreeva Olesia Romasenko         | COR        | 2:04,968 | FA   |
| 5   | 6      | Dilnoza Rakhmatova Nilufar Zokirova     | Uzbekistan | 2:09,614 | FB   |

### Finale

#### Finala B
| Loc | Culoar | Canotoare                           | Țară       | Timp     | Note |
| --- | ------ | ----------------------------------- | ---------- | -------- | ---- |
| 9   | 3      | Karen Roco María Mailliard          | Chile      | 2:02,698 |      |
| 10  | 5      | Daryna Pikuleva Nadzeya Makarchanka | Belarus    | 2:04,351 |      |
| 11  | 4      | Dilnoza Rakhmatova Nilufar Zokirova | Uzbekistan | 2:04,658 |      |
| 12  | 6      | Svetlana Ussova Margarita Torlopova | Kazahstan  | 2:04,859 |      |
| 13  | 2      | Bernadette Wallace Josephine Bulmer | Australia  | 2:05,698 |      |
| 14  | 7      | Manaka Kubota Teruko Kiriake        | Japonia    | 2:06,196 |      |

#### Finala A
| Loc | Culoar | Canotoare                                       | Țară              | Timp     | Note |
| --- | ------ | ----------------------------------------------- | ----------------- | -------- | ---- |
| 1   | 5      | Xu Shixiao Sun Mengya                           | China             | 1:55,495 |      |
| 2   | 4      | Liudmyla Luzan Anastasiia Chetverikova          | Ucraina           | 1:57,499 |      |
| 3   | 6      | Laurence Vincent Lapointe Katie Vincent         | Canada            | 1:59,041 |      |
| 4   | 2      | Lisa Jahn Sophie Koch                           | Germania          | 1:59,943 |      |
| 5   | 7      | Virág Balla Kincső Takács                       | Ungaria           | 2:00,289 |      |
| 6   | 3      | Yarisleidis Cirilo Duboys Katherin Nuevo Segura | Cuba              | 2:01,623 |      |
| 7   | 1      | Daniela Cociu Maria Olărașu                     | Republica Moldova | 2:01,750 |      |
| 8   | 8      | Irina Andreeva Olesia Romasenko                 | COR               | 2:04,875 |      |